# Мара-Роза
Мара-Роза (порт. Mara Rosa) — муниципалитет в Бразилии, входит в штат Гояс. Составная часть мезорегиона Север штата Гойяс. Входит в экономико-статистический микрорегион Порангату. Население составляет 11 311 человек на 2006 год. Занимает площадь 1703,948 км². Плотность населения — 6,6 чел./км².

## Статистика
- Валовой внутренний продукт на 2003 год составляет 53 807 188,00 реалов (данные: Бразильский институт географии и статистики).
- Валовой внутренний продукт на душу населения на 2003 год составляет 4638,95 реалов (данные: Бразильский институт географии и статистики).
- Индекс развития человеческого потенциала на 2000 год составляет 0,713 (данные: Программа развития ООН).